# Albert Halper
Albert Halper, född 3 augusti 1904 i Chicago, död 19 januari 1984, var en amerikansk författare.
Albert Halper föddes i en litauisk immigrantfamilj i Chicago. Han prövade efter high schoolexamen en rad olika arbeten, i fabriker, affärer och kommunala verk, samtidigt som han fortsatte att utbilda sig via aftonskolor, bland annat till jurist. Halper var hela tiden inställd på att bli författare. 1928 flyttade han till New York där han började arbeta som frilansjournalist. 1933 debuterade Halper med romanen Union Square, en realistisk skildring av människor som bor i samma hus i en proletärmiljö i New York. En annan kollektivroman, The Foundry (1934, svensk översättning Klichéfabriken, 1937), följer människor från en liknande miljö. On the Shore (1934) innehåller småberättelser från hans uppväxttid i Chicago, The Chute (1937) skildrar miljöer i ett postkontor och Sons of the Fathers (1940) skildrar pacifistiska immigranter under första världskriget. Bland övriga romaner av Halper märks The Little People (1942) och Only an Inch from Glory (1943).